# Хотел България (сериал)
Вижте пояснителната страница за други значения на Хотел България.
„Хотел България“ е български сериал (драма) от 2004 година на режисьора Петър Одаджиев, по сценарий на Станислав Семерджиев. Оператор е Мартин Димитров. Изпълнителни продуценти: Миро Янев, Орлин Колев, Бурян Томов.

## Актьорски състав
Роли във филма изпълняват актьорите:
- Аня Пенчева – Ивана
- Веселин Калановски – Димитър (Джими)
- Борис Луканов – Дичо
- Росица Данаилова – Мария
- Васил Стойчев – Петко
- Десислава Зидарова – Лили
- Николай Сотиров – Лазар
- Елена Петрова – Рени
- Катерина Евро – Кремена
- Стефка Берова – Цеца
- Мартин Герасков – Петър
- Виолета Марковска – Жана
- Християна Стоименова – Деси
- Тодор Толев – Мартин
- Яна Маринова – сервитьорката Калина
- Свежен Младенов – сервитьора Вальо
- Антоний Аргиров – бармана Жоро
- Ани Михайлова – рецепционистката Дарето
- Валентин Владимиров – шофьора Сашката
- Андрей Баташов – д-р Милев
- Ангел Георгиев-Ачо – адвокат Иванчев
- Дамян Савов – Драго
- Петър Върбанов – кап. Симеонов